# Úpohlavy
Obec Úpohlavy se nachází v okrese Litoměřice v Ústeckém kraji. Žije zde 281 obyvatel.

## Historie
První zmínka o vsi Úpohlavy je učiněna v listině českého krále Přemysla Otakara I., která byla určena pro klášter benediktinek při bazilice svatého Jiří na Pražském hradě. Listina je nedatovaná a předpokládá se, že byla vydána v průběhu roku 1227, nebo v roce následujícím. Jsou v ní zmiňovány klášteru patřící vsi, krom jiných jsou zde uvedeny i Úpohlavy. Pravdivost obsahu potvrzuje bezpečně pravá listina papeže Řehoře IX., vydaná v Lateráně dne 2. července 1233 a konfirmující klášteru benediktinek u svatého Jiří na Pražském hradě jeho statky, svobody a imunity, v téměř shodném znění jaké je v listině Přemysla Otakara I.
Změnu v majetkových poměrech církevních institucí přinesla doba husitských válek. Majetek kláštera svatého Jiří na Třebenicku byl uchvácen místní šlechtou. V roce 1436 císař Zikmund připsal Třebenice Janu Kaplířovi ze Sulevic, který držel hrad Košťálov. Okolo roku 1463 vyplatil Třebenice Vilém z Ilburka. Třebenice jako zástavu získal od Viléma ml. z Ilburka Václav Valkoun z Adlaru. Ten se zúčastnil protihabsburského stavovského povstání v roce 1547. V následujících konfiskacích přišel o Třebenice, které byly navráceny klášteru benediktinek u svatého Jiří na Pražském hradě. Při tomto klášteru pak zůstaly Třebenice a s nimi i Úpohlavy až do zrušení kláštera v rámci josefínských reforem v roce 1782 s krátkým přerušením v letech 1620–1621.
Úpohlavy se v průběhu roku 1620 dostaly do držení Kašparem Kaplířem ze Sulevic, ale jen do konfiskací po bitvě na Bílé hoře, kde bylo na konci roku 1620 poraženo české stavovské povstání. Kašpar Kaplíř ze Sulevic jako jeden z hlavních původců povstání, byl 15. dubna 1621 vyslýchán exekuční komisí a odsouzen ke ztrátě hrdla, cti a majetku. Krom jiného mu byla zabrána také „ves celá Oupohlav“. Třebenice nakonec byly spojeny s panstvím Čížkovice.
Panství Čížkovice a Třebenice se v roce 1782, po zrušení kláštera benediktinek na Pražském hradě, stalo komorním statkem a bylo spravováno Náboženským fondem. V roce 1787 patřily k panství Čížkovice, Siřejovice, Želechovice, Velemín, Jenčice, Modřice, Kololeč, Třebenice, Chodovlice a Úpohlavy. V roce 1833 bylo panství Čížkovice-Třebenice již alodiálním a v držení Josefa Glaserfelda, který jej v roce 1819 koupil od Náboženského fondu. K panství patřily i Úpohlavy. Pak se zde střídali různí majitelé. Na konci 19. století držel statek František Preidel z Hassenbrunnu, do šlechtického stavu povýšený textilní průmyslník a bývalý primátor z České Kamenice, který ještě vlastnil panství Ahníkov u Chomutova. V roce 1850 byla zrušena vrchnostenská správa a ta nahrazena správou státní zřízením okresních soudů, okresních, městských a obecních úřadů.

## Obyvatelstvo
|           | 1869 | 1880 | 1890 | 1900 | 1910 | 1921 | 1930 | 1950 | 1961 | 1970 | 1980 | 1991 | 2001 | 2011 |
| --------- | ---- | ---- | ---- | ---- | ---- | ---- | ---- | ---- | ---- | ---- | ---- | ---- | ---- | ---- |
| Obyvatelé | 266  | 276  | 325  | 351  | 421  | 366  | 406  | 316  | 315  | 268  | 225  | 207  | 233  | 252  |
| Domy      | 58   | 60   | 64   | 73   | 83   | 88   | 93   | 94   | 89   | 83   | 73   | 86   | 94   | 98   |

## Pamětihodnosti
- Kaple Nejsvětější Trojice (kulturní památka ČR)
- Lom, významný paleontologickými objevy z období svrchní křídy